# Angelo Sammarco
Angelo Sammarco (Acerra, 14 ottobre 1883 – Torre del Greco, 12 settembre 1948) è stato uno storico italiano.
Diventato professore di Storia nel Liceo italiano del Cairo nel 1922, Sammarco s'interessò presto del contributo degli Italiani in Egitto.
Ottenuto dalle autorità egiziane il permesso di consultare e usare la documentazione contenuta nell'Archivio turco e arabo ospitato nella Cittadella del Cairo, nella Biblioteca Reale di ʿĀbidīn della capitale egiziana, avviò nel 1925 il poderoso lavoro, già iniziato intelligentemente da Eugenio Griffini che aveva raccolto materiale documentario degli archivi di Torino, Firenze, Napoli e Venezia, nonché quelli presenti a Vienna.
Anch'egli non poté concludere il suo lavoro di enorme portata erano previsti 30 volumi di 300 pagine ciascuno, lungo un arco temporale che dal 1801 si sarebbe concluso nel 1849 probabilmente per l'impossibilità che tale lavoro fosse gestito da un solo studioso. Di ciò ha lasciato un'importante testimonianza nel suo articolo "I documenti diplomatici concernenti il regno di Moḥammed ʿAlī e gi archivi di stato italiani".
I quattro soli volumi pubblicati portano rispettivamente il titolo:
1. Vol. I L'Egitto nell'anarchia (luglio 1801-luglio 1804), Il Cairo, 1930
2. Vol. VIII Genesi e primo svolgimento della crisi egiziano-orientale del 1831-1833 (gennaio 1831-gennaio 1832), Roma, 1931
3. Vol. IX La presa di San Giovanni d'Acri (febbraio-giugno 1931), Roma, 1931
4. Vol. X La conquista egiziana della Siria (luglio-ottobre 1832), Roma, 1932

Il suo lavoro forse più originale fu il volume IV del Précis d'Histoire d'Égypte par divers historiens et archéologues, intitolato Les règnes de ʿAbbas, de Saʿid et d'Ismail (1848-1879) avec un aperçu de l'histoire du Canal de Suez, pubblicato a Roma nel 1935 (417 pp.), dove egli si occupa organicamente della storia tecnica e storico-diplomatica del Canale di Suez, dove sottolinea i meriti della progettazione di Luigi Negrelli e dell'azione diplomatica, e non tecnica, di Ferdinand de Lesseps riguardante quella grande opera, mettendo in luce le responsabilità del Regno Unito "nella catastrofe finanziaria che travolse il Khedivè Ismāʿīl".
Su incarico del re d'Egitto Fuʾād I, avviò la redazione dell'opera prevista in 4 volumi della Histoire de l'Égypte moderne depuis Mohammed Ali jusqu'à l'occupation britannique (180-1882), ma di essa pubblicò solo il terzo volume (il primo da lui redatto), intitolato Le règne du Khédive Ismaïl de 1863 à 1865 (Le Caire, 19379, 453 pp. in 8°).
La guerra intralciò i suoi piani e Sammarco non poté neppure concludere un altro progetto di storia generale egiziana, esposta sinteticamente sotto il titolo Lineamenti di storia dell'Egitto (Cairo, 1938, 89 pp.).
Ciò non gli impedì di scrivere un volume particolarmente importante, dal titolo Suez, storia e problemi (Milano, 1943, 458 pp. in 8°). Mentrte stava per tornare in Egitto Sammarco però si ammalò e morì.
Tutto il materiale cartaceo di Angelo Sammarco fa parte del Fondo, intitolato a suo nome, dell'Istituto per l'Oriente Carlo Alfonso Nallino di Roma.